# Fisklöset (Undersåkers socken, Jämtland)
Fisklöset är en sjö i Åre kommun i Jämtland och ingår i Indalsälvens huvudavrinningsområde.